# Solumbre
Solumbre es un caserío peruano ubicado en el distrito de Morropón, perteneciente a la provincia homónima del departamento de Piura, al norte del Perú. 

## Ubicación
Solumbre se ubica al noroeste de la provincia de Morropón, en el distrito homónimo, en el departamento de Piura.

## Demografía
En 2017 Solumbre tenía una población de 450 habitantes.
| Gráfica de evolución demográfica de Solumbre entre 1993 y 2017 |
|                                                                |
| Fuentes: Población 1993 y 2017                                 |